# Prima guerra di Bone
La prima guerra di Bone fu una spedizione punitiva compiuta dalla Compagnia olandese delle Indie orientali nel 1284-1825 contro il regno di Bone, in Indonesia.
Il regno di Bone era stato alleato della Compagnia olandese delle Indie orientali sin dal trattato di Bungaya del 1667, ma si considerava esentato dai suoi obblighi dopo la resa degli olandesi agli inglesi nel 1811. Nel 1814 e nuovamente nel 1816, Bone combatté contro gli inglesi. Nel 1816, gli olandesi vennero restaurati nel possesso delle loro ex colonie a seguito del congresso di Vienna. Mentre il governatore generale Godert van der Capellen era in visita nel Sulawesi meridionale nel 1824 per rinnovare i termini del trattato di Bungaya, il regno di Bone fu l'unico stato nativo a rifiutarsi. Quando van der Capellen lasciò l'isola, la regina di Bone attaccò le posizioni olandesi, annientando due guarnigioni coi suoi uomini.
Gli olandesi ed i loro alleati Gowa, nel 1825, decisero di contrattaccare. Lo scoppio della guerra di Giava sul finire di quell'anno comportò il ritiro della maggior parte dei soldati olandesi. La guerra pertanto si concluse senza vincitori né vinti, e Bone continuò a rifiutarsi di sottoscrivere il rinnovo del trattato di Bungaya. Questo status di incertezza continuò a persistere sino al 1838, quando Bone infine sottoscrisse il rinnovo al trattato.
Per gli attacchi degli olandesi, il porto di Bajoe venne abbandonato dal popolo dei Sama-Bajau, i quali trovarono rifugio a Luwu trasferendosi in loco definitivamente.